# Móstoles Central (stanice metra v Madridu)
Móstoles Central (plným názvem španělsky Estación de Móstoles Central) je stanice metra v Madridu, která se nachází v jižní aglomeraci města. Stanice má výstup do ulic Paseo de Goya a Paseo de la Estación ve městě Móstoles.
Jedná se o stanici linky metra 12. Ve stanici je možný přestup na nádraží příměstské železnice Cercanías.
Stanice vznikla v rámci výstavby linky 12 a byla otevřena 11. dubna 2003 zároveň s celou linkou. Stanice se nachází v tarifní zóně B2.

## Fotogalerie

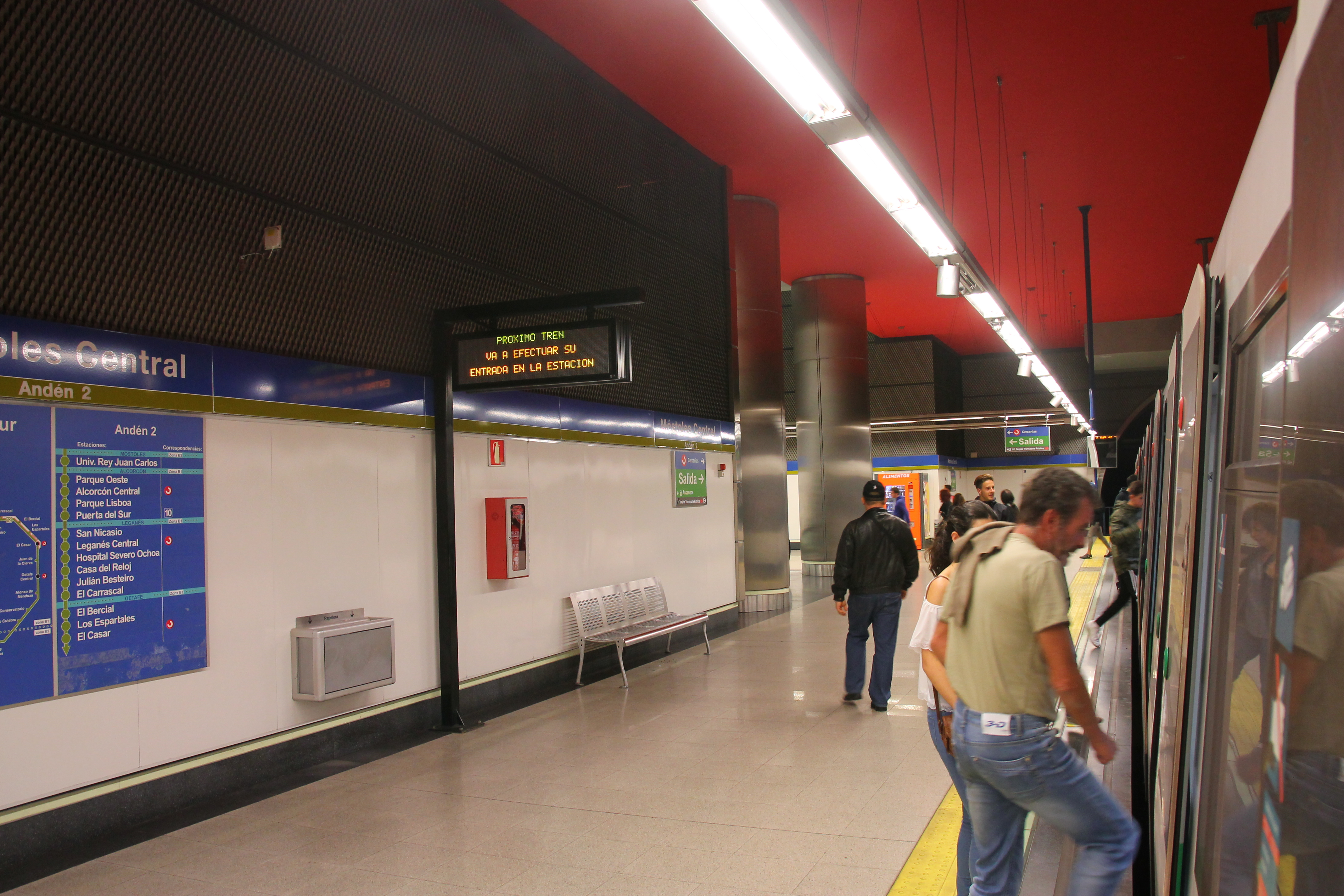
Nástupiště stanice
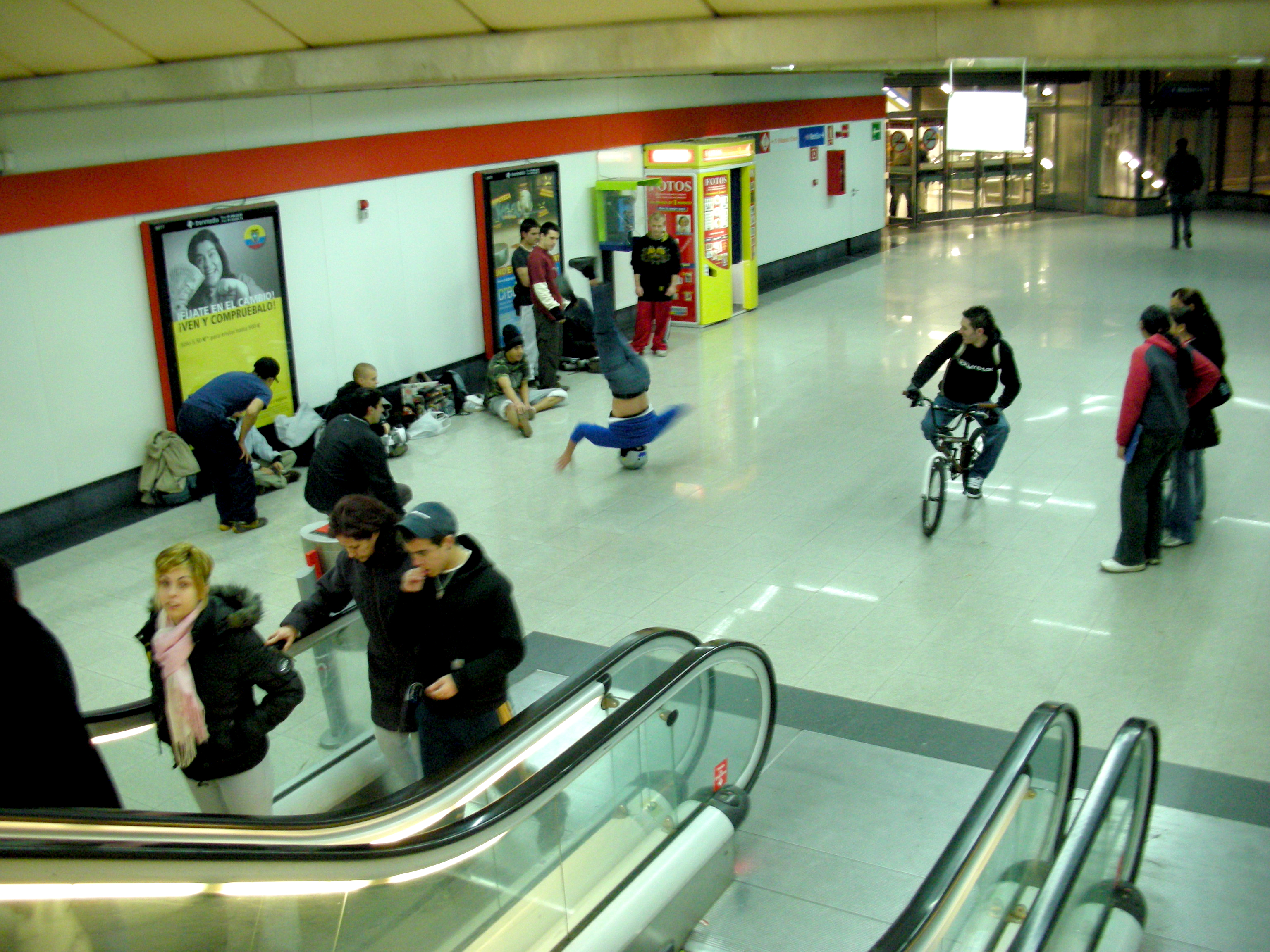
Vestibul stanice